# Tsarychanka Antigua
Tsarychanka Antigua  (ucraniano: Стара Царичанка) es una localidad del Raión de Bilhorod-Dnistrovskyi en el Óblast de Odesa de Ucrania. Según el censo de 2001, tiene una población de 1831 habitantes.